# Кастелета II (Мачерата)
Кастелета II (итал. Castelletta II) насеље је у Италији у округу Мачерата, региону Марке.
Према процени из 2011. у насељу је живело 19 становника. Насеље се налази на надморској висини од 52 м.